# Lindre-Basse
 Lindre-Basse  es una población y comuna francesa, en la región de Lorena, departamento de Mosela, en el distrito de Château-Salins y cantón de Dieuze.

## Demografía
| 236 | 254 | 239 | 229 | 228 | 231 |
| Para los censos de 1962 a 1999 la población legal corresponde a la población sin duplicidades (Fuente: INSEE [Consultar]) |     |     |     |     |     |